# Tine Tomazin
Tine Tomazin, slovenski direktor, župan in častni občan Tržiča, partizan, * 8. februar 1925, Križe,  † 1. februar 2022

## Življenje in delo
Rodil se je v kmečki družini pri Šimenku. Po očetovi smrti je pri enajstih letih prekinil šolanje v meščanski šoli v Tržiču in se izučil za kovinarja. Pri 18 letih je bil prisilno mobiliziran v nemško vojsko. Odlikoval se je na vojaških športnih tekmovanjih, dobil zato dopust in iz Münchna, kjer je bila matična kasarna njegove protitankovske enote (Panzerjäger Kompanie), 9. januarja 1944 skupaj z Andrejem Stegnarjem, ki se je skrival v Münchnu, pobegnil k partizanom. Bil je borec 3. kranjske čete, mitraljezec 2. bataljona Gorenjskega odreda, inštruktor vezistov Prešernove brigade in v diviziji Vladimira Gortana, kjer je s pridom izkoristil pridobljeno vojaško znanje. V bitki v Poljanski dolini je bil ranjen. Po vojni je delal kot tkalec v Bombažni predilnici in tkalnici Tržič (BPT), napredoval v podmojstra, ob delu zaključil nižjo gimnazijo in ekonomsko srednjo šolo. Postal je načelnik organizacijsko inštruktorskega oddelka na Okrajnem komiteju Komunistične partije, se po enem letu vrnil v BPT kot pomočnik komercialnega direktorja, zraven pa prevzel še funkcijo podpredsednika občinske skupščine, zadolženega za gospodarstvo. V letih 1965–67 je bil izvoljen za župana. Po vrnitvi je bil v BPT komercialni direktor in ob delu diplomiral na Ekonomski fakulteti v Mariboru. 1978–82 je bil direktor BPT, kjer je bilo tedaj zaposleno 1200 delavcev. Podjetje je tehnološko posodobil in načrtoval proizvodnjo tkanin s steklenimi vlakni in kevlarjem.
Bil je pobudnik pobratenja in gospodarskega ter turističnega sodelovanja s francoskim mestom Sainte-Marie-aux-Mines maja 1966. Mesti je povezovala taboriščna usoda: Francozi so bili zaprti v ljubeljskem taborišču, v Sainte-Marie-aux-Mines pa je bila podružnica taborišča Natzweiler-Struthof. Bil je pobudnik mednarodne razstave mineralov MINFOS. Leta 1976 je postal častni občan mesta Sainte-Marie-aux-Mines, francoski parlament pa mu je leta 2006 podelil plaketo za zasluge pri pobratenju in mednarodnem sodelovanju.
V času njegovega županovanja je bila zgrajena in odprta cesta Naklo–Ljubelj, ki je v Jugoslaviji prva dobila status avtoceste. V pokoju je bil tajnik Turističnega društva Tržič. V času njegovega županovanja 1966 so posneli prvi turistični film v Jugoslaviji – Tržič, biser med gorami. Pomagal je ustanoviti Agrarno skupnost Polana in Pašno skupnosti Tegošče, bil član sveta krajevne skupnosti Križe in predsednik lokalnega ZZB NOV. 
Tine Tomazin je oče alpinista Iztoka Tomazina; ime je dal sinu po junaku Finžgarjevega romana Pod svobodnim soncem.